# Пиетра Лигуре
Пиѐтра Лѝгуре (на италиански: Pietra Ligure; на лигурски: a Prïa, а Прия) е пристанищно градче и община в Северна Италия, провинция Савона, регион Лигурия. Разположено е на брега на Лигурско море, на лигурското Западно крайбрежие. Населението на общината е 8882 души (към 2011 г.).